# Barndarrig
Barndarrig (iriska: An Bhearn Dearg) är en ort i republiken Irland.   Den ligger i provinsen Leinster, i den östra delen av landet, 50 km söder om huvudstaden Dublin. Barndarrig ligger 62 meter över havet och antalet invånare är 233.
Terrängen runt Barndarrig är varierad.  Närmaste större samhälle är Wicklow, 8,5 km nordost om Barndarrig. Trakten runt Barndarrig består i huvudsak av gräsmarker.